# 鮰鱼疱疹病毒属
鮰鱼疱疹病毒属（學名：Ictalurivirus）是皰疹病毒目異皰疹病毒科的一個屬，以北美鯰科與鱘科魚類為宿主，共包含三種病毒，其中模式種為鮰鱼疱疹病毒1型（Ictalurid herpesvirus 1），可感染斑真鮰與藍鲶魚，導致河鯰病毒病（channel catfish disease），對鲶魚養殖業造成嚴重經濟損失。

## 物種
鮰鱼疱疹病毒属包含以下三種病毒：
- 鱘魚皰疹病毒1型（Acipenserid herpesvirus 1, AciHV-1）
- 鮰鱼疱疹病毒1型（Ictalurid herpesvirus 1, IcHV-1）
- 鮰鱼疱疹病毒2型（Ictalurid herpesvirus 2, IcHV-2）

## 病毒學
本屬病毒具有外膜，外形為二十面體，直徑為150–200奈米，基因組為線型雙股DNA，長約134kb。